# Paškuwatti
Paškuwatti est une magicienne et une guérisseuse d'Arzawa. Un texte rituel hittite (CTH 406 ; XIVe siècle av. J.-C.) nous est parvenu d'elle dans les archives de Ḫattuša, qui est censé guérir un homme de son impuissance sexuelle ou de son homosexualité.
L'impuissance masculine était en effet considérée à l'époque comme un comportement féminin. Le rituel impliquait le franchissement d'une porte qui devait induire le passage d'un état à un autre.